# 실종선고
실종(失踪)은 사람이 사라져 종적을 알 수 없게되는 일이다.
실종이 발생한경우 실종신고를 하여 경찰이 찾도록 되어 있다. 실종이 장기화된 경우 실종선고를 통해 사망한 것으로 볼 수 있게 되어 있다. 사고로 인한 경우 인정사망제도나 특별실종을 통해 더욱 빠르게 사망으로 간주할 수 있게 하고 있다.

## 실종선고
실종선고라 함은 생사불명의 상태가 일정기간 계속된 부재자에 대해 가정법원의 선고에 의하여 사망으로 의제하는 제도를 말한다.

### 판례
- 호적부의 기재사항은 이를 번복할 만한 명백한 반증이 없는 한 진실에 부합하는 것으로 추정되므로, 호적상 이미 사망한 것으로 기재되어 있는 자는 그 호적상 사망기재의 추정력을 뒤집을 수 있는 자료가 없는 한 그 생사가 불분명한 자라고 볼 수 없어 실종선고를 할 수 없다[2]

- 갑판원이 시속 30노트 정도의 강풍이 불고 파도가 5-6미터가량 높게 일고 있는 등 기상조건이 아주 험한 북태평양의 해상에서 어로작업 중 갑판위로 덮친 파도에 휩쓸려 찬 바다에 추락하여 행방불명이 되었다면 비록 시신이 확인되지 않았다 하더라도 그 사람은 그 무렵 사망한 것으로 확정함이 우리의 경험칙과 논리칙에 비추어 당연하다.[3]

- 실종선고로 인하여 실종기간 만료 시를 기준으로 하여 상속이 개시된 이상 이후 실종선고가 취소되어야 할 사유가 생겼다고 하더라도 실제로 실종선고가 취소되지 아니하는 한, 임의로 실종기간이 만료하여 사망한 때로 간주되는 시점과는 달리 사망시점을 정하여 이미 개시된 상속을 부정하고 이와 다른 상속관계를 인정할 수는 없다[4]
- 실종선고가 취소되지 않는 한 반증을 들어 실종선고의 효과를 다툴 수는 없다[5]

- 실종선고로 인하여 상속이 개시되는 경우에 그 실종기간이 구 민법 시행기간 중에 만료하는 때에도 그 실종이 민법 시행일 후에 선고된 때에는 그 상속순위, 상속분 기타 상속에 관하여는 민법의 규정을 적용하여야 한다[6]

## 실종선고의 효과

### 사망의 간주
대한민국 민법 제28조는 “실종선고를 받은 자는 전조의 기간(일반 실종 5년, 특별 실종 1년)이 만료한 때에 사망한 것으로 본다.”고 규정하는 바, 대한민국과 일본(민법 제31조)은 의제주의(擬制主義)를 취하는 반면, 독일(독일실종법 제9조) 및 스위스(민법 제38조)는 추정주의를 취하고 있다. 사망의제 시기에 관하여 대한민국은 실종기간만료시 주의를 채택하고 있다. 한편, 스위스(민법 제38조 제2항), 독일(실종법 제9조)은 최후소식시 주의(추정주의)를 택하고 있다.
대한민국에서는 실종선고가 확정되면 실종선고를 받은 자는 실종기간이 만료한 때에 사망한 것으로 본다.(제28조) 따라서, 실종선고가 취소되지 않는 한 생존 등의 반증을 하여도 실종선고의 효력이 부인되지 않는다.실종선고를 받은 자는 실종기간이 만료한 때에 사망한 것으로 간주되는 것이므로, 실종선고로 인하여 실종기간 만료시를 기준으로 하여 상속이 개시된 이상 설사 이후 실종선고가 취소되어야 할 사유가 생겼다고 하더라도 실제로 실종선고가 취소되지 아니하는 한, 임의로 실종기간이 만료하여 사망한 때로 간주되는 시점과는 달리 사망시점을 정하여 이미 개시된 상속을 부정하고 이와 다른 상속관계를 인정할 수는 없다.
실종선고의 효력이 발생하기 전에는 실종기간이 만료된 실종자라 하여도 소송상 당사자능력을 상실하는 것은 아니므로 실종선고 확정 전에는 실종기간이 만료된 실종자를 상대로 하여 제기된 소도 적법하고 실종자를 당사자로 하여 선고된 판결도 유효하며 그 판결이 확정되면 기판력도 발생한다고 할 것이고, 이처럼 판결이 유효하게 확정되어 기판력이 발생한 경우에는 그 판결이 해제조건부로 선고되었다는 등의 특별한 사정이 없는 한 그 효력이 유지되어 당사자로서는 그 판결이 재심이나 추완항소 등에 의하여 취소되지 않는 한 그 기판력에 반하는 주장을 할 수 없는 것이 원칙이라 할 것이며, 비록 실종자를 당사자로 한 판결이 확정된 후에 실종선고가 확정되어 그 사망간주의 시점이 소 제기 전으로 소급하는 경우에도 위 판결 자체가 소급하여 당사자능력이 없는 사망한 사람을 상대로 한 판결로서 무효가 된다고는 볼 수 없다.

### 사망으로 간주되는 범위

#### 사법상 법률관계의 종료
대한민국 민법상, 실종선고제도는 부재자의 재산관리상태가 장기화하는 것을 방지하고 부재자의 재산관계와 가족관계를 일거에 정리하여 상속인과 배우자를 보호하려는 정책적 제도이므로, 실종선고에 따라 사망한 것으로 간주되더라도 실종선고는 실종자의 주소를 중심으로 하는 사법상의 법률관계만을 종료시키는 것이며 권리능력을 박탈하는 제도가 아니다.

#### 실종선고와 생존추정의 문제
실종선고의 효력이 발생하기 전에는 실종기간이 만료된 실종자라 하여도 소송상 당사자능력을 상실하는 것은 아니므로 실종선고 확정 전에는 실종기간이 만료된 실종자를 상대로 하여 제기된 소도 적법하고 실종자를 당사자로 하여 선고된 판결도 유효하며 그 판결이 확정되면 기판력도 발생한다고 할 것이고, 이처럼 판결이 유효하게 확정되어 기판력이 발생한 경우에는 그 판결이 해제조건부로 선고되었다는 등의 특별한 사정이 없는 한 그 효력이 유지되어 당사자로서는 그 판결이 재심이나 추완항소 등에 의하여 취소되지 않는 한 그 기판력에 반하는 주장을 할 수 없는 것이 원칙이라 할 것이며, 비록 실종자를 당사자로 한 판결이 확정된 후에 실종선고가 확정되어 그 사망간주의 시점이 소 제기 전으로 소급하는 경우에도 위 판결 자체가 소급하여 당사자능력이 없는 사망한 사람을 상대로 한 판결로서 무효가 된다고는 볼 수 없다. 또한, 부재자의 생사가 분명하지 아니한 경우, 부재자는 법원의 실종선고가 없는 한 사망자로 간주되지 아니하며, 부재자의 재산관리인이 부재자의 대리인으로서 소를 제기하여 그 소송계속 중에 부재자에 대한 실종선고가 확정되어 그 소 제기 이전에 부재자가 사망한 것으로 간주되는 경우에도, 실종선고의 효력이 발생하기 전에는 실종기간이 만료된 실종자라 하여도 소송상 당사자능력을 상실하는 것은 아니므로, 실종선고가 확정된 때에 소송절차가 중단되어 부재자의 상속인 등이 이를 수계할 수 있을 뿐이고, 위 소 제기 자체가 소급하여 당사자능력이 없는 사망한 자가 제기한 것으로 되는 것은 아니다.

## 실종선고의 취소
실종자의 생존한 사실 또는 전조의 규정과 상이한 때에 사망한 사실의 증명이 있으면 법원은 본인, 이해관계인 또는 검사의 청구에 의하여 실종선고를 취소하여야 한다. 그러나 실종선고후 그 취소전에 선의로 한 행위의 효력에 영향을 미치지 아니한다.(민법 제29조 제1항) 보호되는 선의의 행위자는 누구를 말하는지에 대하여 학설이 나뉘며, 이에는 "양당사자선의설(통설)", "일방선의설", "양수자보호설"이 있다. 어느 학설에 의하더라도, 양도인 · 양수인 · 전득자 모두 선의인 경우, 실종자였던 자는 전득자에게 재산의 반환을 청구할 수 없다. 민법 제29조 제1항은 "선의"만을 규정하고 있으므로, "무과실" 여부는 문제되지 아니한다. 실종선고의 취소가 있을 때에 실종의 선고를 직접원인으로 하여 재산을 취득한 자가 선의인 경우에는 그 받은 이익이 현존하는 한도에서 반환할 의무가 있고 악의인 경우에는 그 받은 이익에 이자를 붙여서 반환하고 손해가 있으면 이를 배상하여야 한다.(민법 제29조 제2항) 신분행위에 있어서는 쌍방 모두가 선의이어야만 보호된다는 것이 통설이다. 통설에 의할 때, 예를 들어 실종자(夫, 甲)에 대한 실종선고 후 실종자의 처(乙)가 다른 남자(丙)과 혼인한 후, 갑의 생존으로 인하여 실종선고가 취소된 사안에서, 乙과 丙 중 어느 한 당사자라도 악의인 경우, 乙과 丙의 혼인은, 甲과 乙의 혼인이 부활하게 됨에 따라, 중혼(重婚)에 해당하게 된다. 갑과 을의 혼인에는 이혼사유가 발생하고, 을과 병의 혼인은 취소사유가 발생한다. 민법 제29조 제1항 단서의 규정이 신분행위는 적용되지 아니한다는 견해(고상룡)에 의하면 이 경우, 갑과 을의 혼인은 선의, 악의를 불문하고 부활하고 이혼사유가 되며, 을과 병의 혼인은 중혼으로서 취소사유가 된다.

## 민법 부칙 관련
법원이 현행 민법 시행일 후에 피상속인에 대하여 실종선고를 하였다면, 민법 부칙 제25조 제2항에 의하여 그 실종기간이 구민법 시행기간 중에 만료하였더라도 그로 인한 상속순위, 상속분 기타 상속에 관하여는 현행 민법의 규정을 적용하여야 하므로, 사망한 것으로 볼 피상속인의 처자 등 민법 규정에 따른 재산상속인들이 공동으로 상속을 할 것이고 민법이 시행되기 전의 구 관습법에 따라 장남만이 단독으로 상속하는 것은 아니다.

## 같이 보기
- 대한민국 민법 제28조